# Jura-zsomboly
A Jura-zsomboly a Duna–Ipoly Nemzeti Parkban lévő Gerecse hegységben található egyik barlang. Magyarország megkülönböztetetten védett barlangjai között van. A Gerecse hegységi denevér-telelőhelyek közül az egyik legjelentősebb.

## Leírás
Süttő külterületén, a Kis-Gerecse fennsíkján található a két bejárata. A K-i bejárat, a Nagy-nyelő jólfejlett töbör aljáról nyílik és omladékos felső aknája 14 m mélységben éri el a hatalmas méretű, 4–10 m átmérőjű és 35 m mély alsó aknát. A lezárt és nem használható K-i bejárat a vastagon rárakódott avar és fatörmelék miatt gyakorlatilag eltömedékelt. A kis felszíni horpadásból nyíló Ny-i bejárat, a Kis-nyelő felső része beton kútgyűrűkkel van biztosítva. A Ny-i bejárat rácsajtóval van lezárva és szűk bejárati aknája a 16 m mélyen elhelyezkedő Váróterembe csatlakozik, amelyből tág, 3–4 m átmérőjű és 20 m mély akna vezet tovább lefelé. A K-i és Ny-i aknapárt a Váróterem szintjén vízszintes folyosó köti össze.
Az aknabarlang vékonypados-táblás jura mészkő és márga É–D és K–Ny irányú törésvonalai mentén jött létre. Járataiban általában korróziós mikroformák figyelhetők meg, cseppkőképződmény kevés van bennük. A barlang levegőjének hőmérséklete az átlagosnál alacsonyabb. A két nyitott bejárat miatt majdnem mindig érezhető áthúzó légmozgás. Csapadékos időben a bejárati részekben intenzív csepegések, csorgások keletkeznek.
A Duna–Ipoly Nemzeti Park Igazgatóság vagyonkezelői hozzájárulásával tekinthető meg. Jellege miatt kötéltechnikai eszközökkel járható. A látogatásokat a szűk bejárati akna nehéz bejárhatósága is nagyon szelektálja.
A Gerecse Barlangkutató és Természetvédő Egyesület végzett denevér-megfigyeléseket benne, amelyek során 6 denevérfaj; horgasszőrű denevér, nagy patkósdenevér, vízi denevér, nyugati piszedenevér, kis patkósdenevér és közönséges denevér jelenlétét állapították meg a csoporttagok. A barlang a Gerecse hegység egyik legjelentősebb denevér-telelőhelye.
1976-ban volt először Jura-zsombolynak nevezve a barlang az irodalmában. Befoglaló kőzete, a jura időszaki mészkő miatt kapta a Jura-zsomboly nevet. Előfordul a barlang az irodalmában Great Sinkhole-cave (Kordos 1977), Júra-zsomboly (Kordos 1984), Kis- és Nagy-nyelő (Kordos 1984), Kisgerecsei-víznyelők (Székely 1994), Kis-nyelő (Juhász 1975), Kis-nyelő Cave (Kordos 1977), Kis-nyelő és Nagy-nyelő (Juhász 2007), Little Sinkhole-cave (Kordos 1977), Nagy-nyelő (Juhász 1975) és Nagy-nyelő Cave (Kordos 1977) neveken is.

## Denevér-megfigyelések
| \| Dátum \| Rhin. hip. \| Rhin. fer. \| Myo. myo. \| Myo. dau. \| Myo. nat. \| Bar. bar. \| Összesen \| \| -------------------- \| ---------- \| ---------- \| --------- \| --------- \| --------- \| --------- \| -------- \| \| 1987. február 15. \| 1 \| – \| – \| – \| – \| – \| 1 \| \| 1991. július 5. \| – \| – \| – \| – \| – \| – \| – \| \| 1991. december 14. \| – \| – \| – \| – \| – \| – \| – \| \| 1994. január 29. \| 1 \| – \| – \| – \| – \| – \| 1 \| \| 1994. július 30. \| – \| – \| – \| – \| – \| – \| – \| \| 1995. január 30. \| 1 \| – \| – \| – \| – \| – \| 1 \| \| 2001. május 26. \| – \| – \| – \| – \| – \| – \| – \| \| 2001. november 28. \| – \| – \| – \| – \| – \| – \| – \| \| 2002. augusztus 18. \| 1 \| – \| 1 \| – \| – \| – \| 2 \| \| 2002. december 27. \| – \| – \| – \| – \| – \| – \| – \| \| 2004. január 24. \| – \| – \| – \| – \| – \| – \| – \| \| 2004. június 5. \| – \| – \| – \| – \| – \| – \| – \| \| 2006. augusztus 13. \| 2 \| – \| – \| – \| – \| – \| 2 \| \| 2006. december 28. \| – \| – \| – \| – \| – \| – \| – \| \| 2007. február 4. \| 158 \| – \| 16 \| 2 \| – \| – \| 178 (?) \| \| 2007. december 22. \| 156 \| – \| 12 \| 1 \| – \| – \| 169 \| \| 2008. december 27. \| 218 \| – \| 17 \| 1 \| – \| – \| 236 \| \| 2009. március 29. \| 24 \| – \| – \| – \| – \| – \| 24 \| \| 2009. június 23. \| – \| – \| – \| – \| – \| – \| – \| \| 2009. szeptember 26. \| – \| – \| – \| – \| – \| – \| – \| \| 2009. december 28. \| 254 \| 1 \| 22 \| 1 \| – \| – \| 278 \| \| 2010. március 28. \| 29 \| 1 \| 7 \| 1 \| – \| – \| 38 \| \| 2010. június 27. \| – \| – \| – \| – \| – \| – \| – \| \| 2010. október 1. \| – \| – \| – \| – \| – \| – \| – \| \| 2010. december 30. \| 263 \| 4 \| 13 \| – \| 1 \| – \| 281 \| \| 2011. március 29. \| 12 \| – \| 1 \| – \| – \| – \| 13 \| \| 2011. június 30. \| – \| – \| – \| – \| – \| – \| – \| \| 2011. szeptember 24. \| – \| – \| – \| – \| – \| – \| – \| \| 2011. december 27. \| 354 \| – \| 19 \| – \| – \| – \| 373 \| \| 2012. április 1. \| – \| – \| – \| – \| – \| – \| – \| \| 2012. július 29. \| – \| – \| – \| – \| – \| – \| – \| \| 2012. október 21. \| 1 \| 1 \| 2 \| – \| – \| – \| 4 \| \| 2012. december 28. \| 373 \| – \| 32 \| 4 \| – \| – \| 409 \| \| 2013. március 23. \| 183 \| – \| 52 \| 1 \| – \| – \| 236 \| \| 2013. június 9. \| 1 \| – \| 1 \| – \| – \| – \| 2 \| \| 2013. szeptember 27. \| – \| 2 \| 1 \| – \| – \| – \| 3 \| \| 2013. december 29. \| 375 \| – \| 15 \| – \| 2 \| 8 \| 400 \| \| 2014. április 11. \| 37 \| – \| – \| – \| – \| – \| 37 \| \| 2014. július 1. \| – \| – \| – \| – \| – \| – \| – \| \| 2014. november 24. \| 92 \| – \| 15 \| 1 \| – \| 2 \| 110 \| |            |            |           |           |           |           |          |
| Dátum | Rhin. hip. | Rhin. fer. | Myo. myo. | Myo. dau. | Myo. nat. | Bar. bar. | Összesen |
| 1987. február 15. | 1          | –          | –         | –         | –         | –         | 1        |
| 1991. július 5. | –          | –          | –         | –         | –         | –         | –        |
| 1991. december 14. | –          | –          | –         | –         | –         | –         | –        |
| 1994. január 29. | 1          | –          | –         | –         | –         | –         | 1        |
| 1994. július 30. | –          | –          | –         | –         | –         | –         | –        |
| 1995. január 30. | 1          | –          | –         | –         | –         | –         | 1        |
| 2001. május 26. | –          | –          | –         | –         | –         | –         | –        |
| 2001. november 28. | –          | –          | –         | –         | –         | –         | –        |
| 2002. augusztus 18. | 1          | –          | 1         | –         | –         | –         | 2        |
| 2002. december 27. | –          | –          | –         | –         | –         | –         | –        |
| 2004. január 24. | –          | –          | –         | –         | –         | –         | –        |
| 2004. június 5. | –          | –          | –         | –         | –         | –         | –        |
| 2006. augusztus 13. | 2          | –          | –         | –         | –         | –         | 2        |
| 2006. december 28. | –          | –          | –         | –         | –         | –         | –        |
| 2007. február 4. | 158        | –          | 16        | 2         | –         | –         | 178 (?)  |
| 2007. december 22. | 156        | –          | 12        | 1         | –         | –         | 169      |
| 2008. december 27. | 218        | –          | 17        | 1         | –         | –         | 236      |
| 2009. március 29. | 24         | –          | –         | –         | –         | –         | 24       |
| 2009. június 23. | –          | –          | –         | –         | –         | –         | –        |
| 2009. szeptember 26. | –          | –          | –         | –         | –         | –         | –        |
| 2009. december 28. | 254        | 1          | 22        | 1         | –         | –         | 278      |
| 2010. március 28. | 29         | 1          | 7         | 1         | –         | –         | 38       |
| 2010. június 27. | –          | –          | –         | –         | –         | –         | –        |
| 2010. október 1. | –          | –          | –         | –         | –         | –         | –        |
| 2010. december 30. | 263        | 4          | 13        | –         | 1         | –         | 281      |
| 2011. március 29. | 12         | –          | 1         | –         | –         | –         | 13       |
| 2011. június 30. | –          | –          | –         | –         | –         | –         | –        |
| 2011. szeptember 24. | –          | –          | –         | –         | –         | –         | –        |
| 2011. december 27. | 354        | –          | 19        | –         | –         | –         | 373      |
| 2012. április 1. | –          | –          | –         | –         | –         | –         | –        |
| 2012. július 29. | –          | –          | –         | –         | –         | –         | –        |
| 2012. október 21. | 1          | 1          | 2         | –         | –         | –         | 4        |
| 2012. december 28. | 373        | –          | 32        | 4         | –         | –         | 409      |
| 2013. március 23. | 183        | –          | 52        | 1         | –         | –         | 236      |
| 2013. június 9. | 1          | –          | 1         | –         | –         | –         | 2        |
| 2013. szeptember 27. | –          | 2          | 1         | –         | –         | –         | 3        |
| 2013. december 29. | 375        | –          | 15        | –         | 2         | 8         | 400      |
| 2014. április 11. | 37         | –          | –         | –         | –         | –         | 37       |
| 2014. július 1. | –          | –          | –         | –         | –         | –         | –        |
| 2014. november 24. | 92         | –          | 15        | 1         | –         | 2         | 110      |

## Kutatástörténet
A Tatabányai Barlangkutató Csoport 1975. május 1-től 4-ig tartott kutatótáborozásakor érte el a csoport a Kis-Gerecsén lévő Nagy-nyelő szabad járatát, de abba nem tudott behatolni omlásveszély miatt. A táborozás után folytatta a Nagy-nyelő és a közelében elhelyezkedő Kis-nyelő bontását. A Nagy-nyelőben 60 m mélyre jutott ácsolatépítés után. A munkában nagy előrelépést jelentett a csoport augusztus 1–10. között megrendezett nyári tábora, mert ekkor kapott a Kis-nyelő felső része megfelelő ácsolatot. A csoport tagjainak a Kis-nyelő bejárati szűkületét is sikerült átbontaniuk és lejutniuk a barlang 19 m mélyen található nagy terméig. Az októberi táborozáskor érték el a Kis-nyelő 55 m mélyen fekvő alját. A két nyelő közötti összekötő folyosó feltárásával ez a rendszer lett a Gerecse hegység legnagyobb zsomboly jellegű barlangja.
1976-ban a csoport bontott a Tűzköves-barlangban a Jura-zsombolyt is harántoló törés mentén. A Jura-zsomboly 19 m mélyen lévő terméből eltávolította a törmeléklejtőt, mert ez akadályozta az alsó nagy kürtő megközelítését és a mélyebb szinteken veszélyeztette a munkát. Az 1976. évi MKBT Beszámolóban napvilágot látott csoportjelentésben az olvasható, hogy a zsombolyban jól tanulmányozható a jura összlet karsztosodása. A malm lepusztult. A dogger gumós mészkövében a törésvonalak mentén, azok metszéspontjaiban szűk keresztmetszetű, 18–20 m mély, függőleges kürtők jöttek létre. Itt még képződmény nem található. A dogger-liász határon nagy termek és vízszintes járatok vannak. Ez az intenzívebb üregképződés leginkább a lazább kőzetminőség miatt jelentkezik.
A termek réteglapos elválással harapódznak fel. Másodsorban, mert az egymáshoz közel elhelyezkedő zsombolyok (a Kis-nyelő és a Nagy-nyelő) nyitott járaton kapcsolódnak egymáshoz, figyelembe kell venni a nagy légmozgást. Emiatt a páradús levegő folyamatosan áramlott a bejáratokon. A pára lecsapódott az oldalfalakon és kagyló alakú mélyedéseket vájt a barlang függőleges falaiba, így intenzíven oldotta és bővítette az üregeket. A szinten szép lefolyások és fiatal cseppkövek fordulnak elő. A liász mészkőben nagy mélységű (25–35 m) és átmérőjű (5–8 m) függőleges aknák keletkeztek. Falaik képződménymentesek és közepesen korrodáltak. Nagy mennyiségű agyagos tűzkőtörmelék gyűlt össze a talpakon. A csoport ennek ellenére tervezte, hogy folytatja a barlang kutatását. A tagok számítása szerint a közeli triász-jura határnál vízszintes járatrendszernek kellett keletkezni. Tervezték, hogy elérik, feltárják és genetikailag, morfológiailag feldolgozzák ezt a járatrendszert.
Az 1977. évi MKBT Beszámolóban közzétett, a Vértes László Karszt- és Barlangkutató Csoport által írt csoportjelentésben az van írva, hogy a Kis-Gerecse felszínén, valamint a Tűzköves-barlangban és a Jura-zsombolyban végzett részletes geológiai, tektonikai vizsgálatokból arra következtetnek a Vértes László Karszt- és Barlangkutató Csoport tagjai, hogy nemcsak a mélyebb szinteken, hanem a felszín közelében (12–20 m mélyen) is keletkezhetett nagykiterjedésű és összefüggő barlangrendszer. Az 1977. évi ezirányú feltárás eredményei részben már igazolták ezt a feltételezést. 1977 tavaszán a csoport előkészítő munkát végzett a barlangban. Eltávolította a téli hónapokban meglazult köveket és a bejárati aknák alatt összegyűlt törmeléket.
A Kis-nyelő aknáiba 32 m hágcsót épített be, így a le- és feljutás ideje sokkal rövidebb lett. Nyár elején a Kis-nyelő végpontjának bontását kezdte el. Nagyon nehéz körülmények között kb. 5 m³ anyagot távolított el és a talppontot 3,5 m-rel süllyesztette. Áthaladt a tűzkőtörmelékes zónán és elérte az akna agyagos-köves álfenekét. E rétegből mintát vett őslénytani feldolgozásra, de a vizsgálat negatív lett. A Nagy-nyelő 13 m-es szintjén eredményesen bontotta a Tűzköves-barlang–Jura-zsomboly irányú hasadék kőbányák felé haladó folytatását. Kb. 25 m-es új részt fedezett fel, melynek érdekessége egy kürtő, amely kb. 3,5–4 m-re megközelíti a felszínt. Az új rész végpontján további szabad járat van, amely egy szűkület miatt nem elérhető.
A tagok elkészítették a barlang fénykép- (színes dia és fekete-fehér papírkép), valamint térkép-dokumentációját. A Kis-nyelő ág mélysége 41,3 m, a Nagy-nyelő ág mélysége 52,1 m és a Jura-zsomboly 137,5 m hosszú. A jelentésben látható egy rajz, amelyen a Kis-Gerecsén lévő főbb hasadékirányok és barlangjáratok viszonya figyelhető meg. A rajzon a Jura-zsomboly is fel van tüntetve. A kiadványba bekerült a barlang alaprajz térképe és hosszmetszet térképe. Az utóbbin a Nagy-nyelő két keresztmetszete és a két nyelőt összekötő folyosó keresztmetszete is ábrázolva vannak. A jelentéshez mellékelve lett olyan hosszmetszet térképlap is, amelyen a két nyelő két különálló hosszmetszet térképen van bemutatva. Ezen a térképlapon a Nagy-nyelő 1 keresztmetszete és a Kis-nyelő 4 keresztmetszete is látható. A térképeket a Vértes László Karszt- és Barlangkutató Csoport (Bazsika János, Galambos Tamás, Juhász Márton, Pálfai Tamás és Puskás György) 1977-ben végzett barlangfelmérésének felhasználásával Juhász Márton szerkesztette. A térképek 1:200 méretarányban mutatják be a barlangot.
1977 novemberének elejétől klimatológiai vizsgálatokat kezdett a csoport a barlangban. A megfigyelések Assmann-féle aspirációs pszichrométerrel, heti egy alkalommal (vasárnap) történtek. Így hőmérséklet, relatív és abszolút páratartalom adatokat gyűjtöttek a csoporttagok, akik érdekes feladatnak tartották a zsomboly légmozgásviszonyának megfigyelését. Az 1977. évi MKBT Beszámolóban publikált, Jánossy Dénes által írt, Jelentés az Őslénytani Szakbizottság 1977-ben végzett munkájáról című áttekintés szerint Juhász Márton 1977-ben gyűjtött szórványleleteket a Gerecse hegységben lévő Jura-zsombolyból. Az 1977. évi MKBT Beszámolóban lévő, Kordos László által írt összefoglalás szerint Juhász Márton 1977. október 21-én a Jura-zsomboly vörösagyagából vett mintát küldött, de a minta meddő volt őslénytanilag.
Az 1977. évi Karszt és Barlang angol nyelvű különszámában megjelent, The longest and deepest caves of Hungary (December 31, 1975) című közleményből megtudható, hogy a Gerecse hegységben fekvő, 60 m mély Nagy-nyelő Cave (Great Sinkhole-cave) 1975. december 31-én Magyarország 37. legmélyebb barlangja. A 33. legmélyebb barlang (Róka-hegyi-barlang), a 34. legmélyebb barlang (Papp Ferenc-barlang), a 35. legmélyebb barlang (Naszályi-víznyelőbarlang) és a 36. legmélyebb barlang (Borókás-tebri 3. sz. víznyelőbarlang) szintén 60 m mély. A Gerecse hegységben található, 55 m mély Kis-nyelő Cave (Little Sinkhole-cave) 1975. december 31-én Magyarország 39. legmélyebb barlangja. A 38. legmélyebb barlang (Szent István-barlang) szintén 55 m mély. Az 1977. évi Karszt és Barlangban megjelent összeállítás alapján, 1977. december 31-én Magyarország 47. legmélyebb barlangja a Gerecse hegységben elhelyezkedő, 1977. december 31-én 52,1 m mély, 1976-ban és 1975-ben pedig kb. 60 m mély Jura-zsomboly. Ez az összeállítás naprakészebb az 1978. májusi MKBT Meghívóban publikált listánál.
Az MKBT Meghívó 1978. júniusi számában publikálva lett, hogy az 1978. májusi MKBT Meghívóban napvilágot látott, Magyarország legmélyebb és leghosszabb barlangjai című felsorolásból kimaradt, Gerecse hegységben lévő Jura-zsomboly mélysége Juhász Márton szerint 52,1 m. Az 1984-ben kiadott, Magyarország barlangjai című könyv szerint az 1970-es évek jelentős hazai felfedezésének számít a zsomboly 1975. évi felfedezése. A kiadvány országos barlanglistájában nem szerepel a barlang. Az 1986. évi MKBT Műsorfüzetben megjelent közlemény szerint a Vértes László Barlangkutató Csoport 1986. augusztus 9. és 24. között tartott nyári táborának kiemelt feladata volt a térség veszélyeztetett barlangjainak állagmegóvása és hogy rendezze, lezárja ezeknek a barlangoknak bejáratait. Ekkor a csoporttagok lezárták a barlang bejáratait. A zsombolyban túravezetést a csoport előzetes egyeztetés alapján biztosít.
Az 1987. december 31-i állapot alapján Magyarország 58. legnagyobb függőleges kiterjedésű barlangja a 4621 barlangkataszteri egységben lévő, 52,1 m függőleges kiterjedésű Jura-zsomboly. Az összeállítás szerint az 1977. évi Karszt és Barlangban közölt mélységi listában a barlang 52,1 m mély. Az 1992. évi MKBT központi kutatótábor tervezett szabadidős programjai között szerepelt a barlangban a túrázás és a fotótúrázás.
Az 1994. évi Limesben napvilágot látott, Visszapillantás a tatabányai barlangkutatás elmúlt 25 évére című összefoglalás szerint a Kis-Gerecsén 1975. május 1. és 4. között rendezett tavaszi kutatótábor utolsó napján tárult fel a Nagy-nyelő szabad járata. A barlangba a tábor után a bejárat biztosításával és további bontással sikerült lejutni. 52 m mélységig lehetett bejárni ekkor. Az augusztus 1. és 10. között tartott nyári tábor eredménye volt a Kis-nyelő 19 m mélyen elhelyezkedő termének feltárása. Az október 24. és 26. közötti őszi táborozáskor lett elérve a Kis-nyelő 40 m mélyen található végpontja. A Kis-nyelő és a Nagy-nyelő aknapárjainak egyesítésével létrejött, majdnem 140 m hosszú barlang Jura-zsombolynak lett elnevezve.
1976-ban a Tatabányai Barlangkutató Csoport kezdett el mélyíteni egy kutatóaknát a Tűzköves-barlang végpontján lévő hasadék mentén, amely a Jura-zsomboly irányába vezet. 1977-ben a Jura-zsombolyban 25 m új járat lett felfedezve és elkészült a barlang térkép-dokumentációja. 1979-ben fejeződött be a barlang kutatása és az elért eredményekről kutatási zárójelentés készült. 1986-ban, a Természetvédelmi Ifjúsági Építőtáborként megrendezett augusztusi kutatótáborozáskor készült el a zsomboly bejáratainak kiépítése és lezárása. A tanulmányban lévő, a tatabányai barlangkutató csoportok jelentősebb barlangfeltárásainak kronológiáját szemléltető ábrán nyomon követhető a barlang feltárástörténete. A publikációhoz mellékelve lett a barlang 1977–1979-ben készült alaprajz térképe és hosszmetszet térképe.
Az 1994. évi Limesben közölt, Székely Kinga által írt dolgozatban az van írva, hogy a 4621/42 barlangkataszteri számú Jura-zsomboly további nevei Kis- és Nagy-nyelő és Kisgerecsei-víznyelők. Bertalan Károly barlangleltárában nem szerepel az üreg. A Barlangtani Intézetben a barlangnak nincs kataszteri törzslapja és irodalmi törzslapja, de térképe, fényképe és kutatási törzslapja van. Az 1994. évi Limesben lévő, Denevérmegfigyelések a Gerecse-hegység barlangjaiban című tanulmányban az olvasható, hogy a barlangban 1987 és 1994 között végzett 5 téli és 3 nyári megfigyeléskor csak 2 téli volt eredményes. 1987. február 15-én és 1994. január 29-én 1–1 példány kis patkósdenevér voltak észlelve a barlangban. Emiatt, és az időnként megtalálható ürüléknyomok alapján a barlang alkalmi téli denevérszálláshely.
1998. május 14-től a környezetvédelmi és területfejlesztési miniszter 13/1998. (V. 6.) KTM rendelete szerint a Duna–Ipoly Nemzeti Park Igazgatóság illetékességi területén, a Gerecse hegységben található Jura-zsomboly az igazgatóság engedélyével látogatható. A 2003-ban kiadott, Magyarország fokozottan védett barlangjai című könyvben található, Egri Csaba és Nyerges Attila által készített mélységi lista szerint a Gerecse hegységben lévő és 4621-42 barlangkataszteri számú Jura-zsomboly Magyarország 76. legmélyebb barlangja 2002-ben. A 2002-ben 52 m mély barlang 1977-ben és 1987-ben is 52 m mély volt. 2005. szeptember 1-től a környezetvédelmi és vízügyi miniszter 22/2005. (VIII. 31.) KvVM rendelete szerint a Duna–Ipoly Nemzeti Park Igazgatóság működési területén, a Gerecse hegységben található Jura-zsomboly a felügyelőség engedélyével látogatható. A Duna–Ipoly Nemzeti Park Igazgatóság működési területén, a Gerecse hegységben elhelyezkedő és 4621/42 kataszteri számú Jura-zsomboly, 2006. február 28-tól, a környezetvédelmi és vízügyi miniszter 8/2006. KvVM utasítása szerint, megkülönböztetett védelmet igénylő barlang.
2007. március 8-tól a környezetvédelmi és vízügyi miniszter 3/2007. (I. 22.) KvVM rendelete szerint a Duna–Ipoly Nemzeti Park Igazgatóság működési területén lévő Gerecse hegységben elhelyezkedő Jura-zsomboly az igazgatóság engedélyével tekinthető meg. A Juhász Márton által írt, 2007-ben megjelent publikációban az van írva, hogy a Süttőn lévő Jura-zsomboly egyéb elnevezései Kisgerecsei-víznyelők és Kis-nyelő és Nagy-nyelő. Közhiteles barlangnyilvántartási száma 4621-42, UTM-kódja CT18B1. 137,8 m hosszú és 52 m mély. A barlangban a Gerecse Barlangkutató és Természetvédő Egyesület 1987 és 2006 között 12 téli és 11 nyári (összesen 23) denevér-megfigyelést végzett, amelyek közül 3 téli és 2 nyári volt pozitív. A barlangban végzett denevér-megfigyelésekkel kapcsolatos irodalom Juhász Márton 5 kéziratából és 1 publikációjából áll. Az észlelési adatok és a néha fellelhető friss ürülék alapján kis faj- és egyedszámú alkalmi téli és nyári denevér-szálláshelynek tekinthető. Védelmi intézkedés és beavatkozás nem szükséges.
| Dátum               | Rhin. hip. | Myo. myo. |
| ------------------- | ---------- | --------- |
| 1987. február 15.   | 1          | –         |
| 1994. január 29.    | 1          | –         |
| 1995. január 30.    | 1          | –         |
| 2002. augusztus 18. | 1          | 1         |
| 2006. augusztus 13. | 2          | –         |

2011. március 29-én 12 kis patkósdenevért és 1 közönséges denevért, 2011. december 27-én 373 denevért, 354 kis patkósdenevért és 19 közönséges denevért figyelt meg a Gerecse Barlangkutató és Természetvédő Egyesület a barlangban. 2011. június 30-án és 2011. szeptember 24-én nem volt benne denevér. Az egyesület 2011. évi jelentése szerint a barlangban új gerecsei telelési rekordot regisztráltak a tagok. A 2012. október 12–14. között megrendezendő MKBT tanulmányút egyik tervezett programja volt a barlang bejáratainak megtekintése. 2012. október 21-én 1 kis patkósdenevért, 1 nagy patkósdenevért és 2 közönséges denevért, 2012. december 28-án 409 denevért, 373 kis patkósdenevért, 4 vízi denevért és 32 közönséges denevért figyelt meg az egyesület a barlangban. 2012. április 1-jén és 2012. július 29-én nem volt benne denevér. Az egyesület 2012. évi jelentése szerint a barlangban új gerecsei telelési rekordot regisztráltak a tagok.
A Duna–Ipoly Nemzeti Park Igazgatóság működési területén lévő és 4621-42 kataszteri számú Jura-zsomboly, 2012. február 25-től, a vidékfejlesztési miniszter 4/2012. (II. 24.) VM utasítása szerint, megkülönböztetetten védett barlang. 2013. március 23-án 183 kis patkósdenevért, 1 vízi denevért és 52 közönséges denevért, 2013. június 9-én 1 kis patkósdenevért és 1 közönséges denevért, 2013. szeptember 27-én 2 nagy patkósdenevért és 1 közönséges denevért, 2013. december 29-én 400 denevért, 375 kis patkósdenevért, 2 horgasszőrű denevért, 15 közönséges denevért és 8 nyugati piszedenevért figyelt meg az egyesület a barlangban. Az egyesület 2013. évi jelentése szerint a zsomboly a legjelentősebb gerecsei denevér-telelőhely.
2013. július 19-től a vidékfejlesztési miniszter 58/2013. (VII. 11.) VM rendelete szerint a Jura-zsomboly (Gerecse hegység, Duna–Ipoly Nemzeti Park Igazgatóság működési területe) az igazgatóság hozzájárulásával látogatható. 2014. április 11-én 37 kis patkósdenevért, 2014. november 24-én 110 denevért, 92 kis patkósdenevért, 1 vízi denevért, 15 közönséges denevért és 2 nyugati piszedenevért figyelt meg az egyesület a barlangban. A 2014. július 1-i bejáráskor nem volt benne denevér. A 2015. évi MKBT Tájékoztatóban publikált Juhász Márton nekrológban meg van említve a barlang, amely Juhász Márton nélkül nem lett volna feltárva. 2021. május 10-től az agrárminiszter 17/2021. (IV. 9.) AM rendelete szerint a Jura-zsomboly (Gerecse hegység, Duna–Ipoly Nemzeti Park Igazgatóság működési területe) az igazgatóság engedélyével látogatható. A 13/1998. (V. 6.) KTM rendelet egyidejűleg hatályát veszti.